# Lugnet, Sjundeå

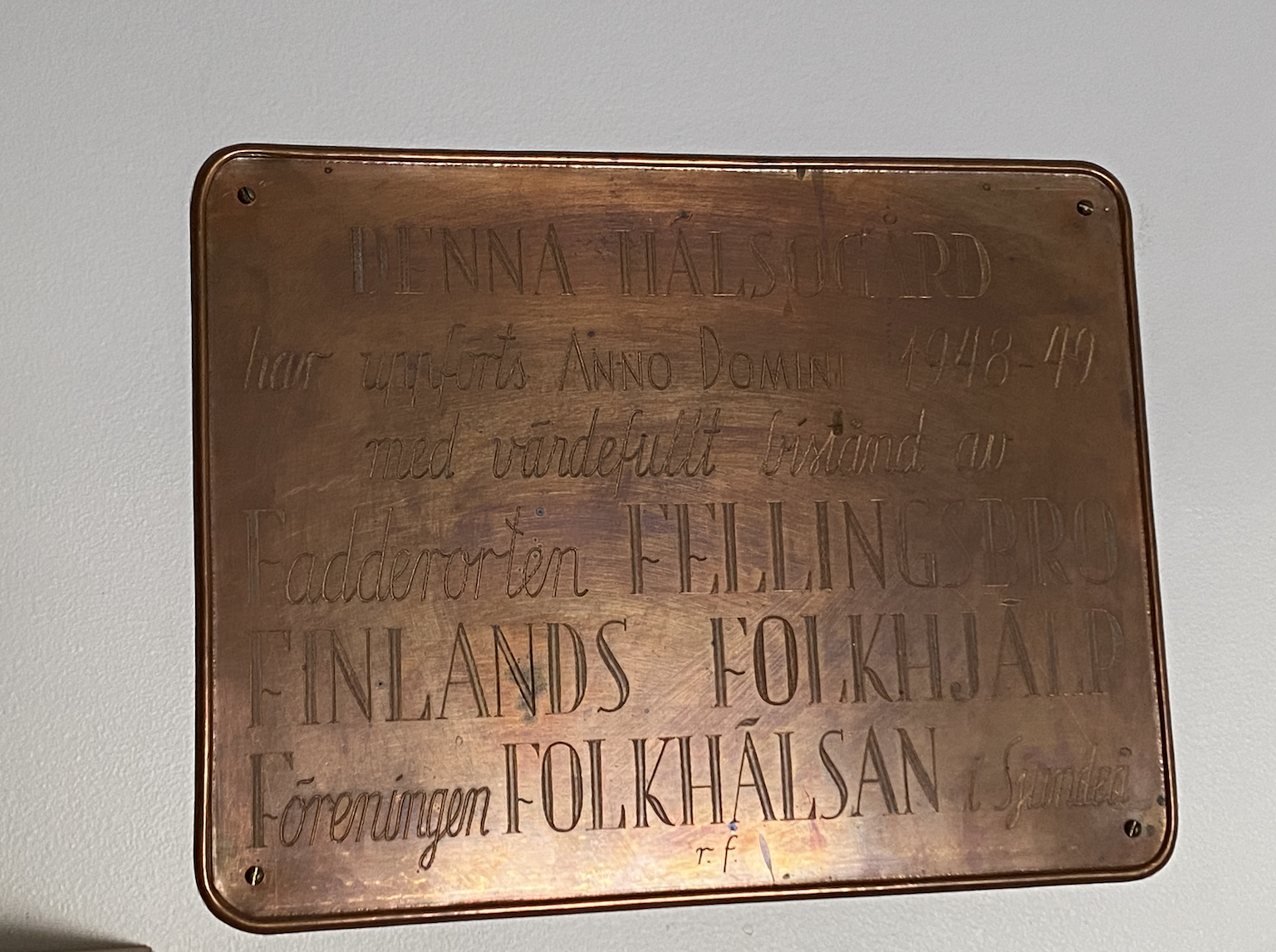
Minnesplatta över Fellingsbro kommuns hjälp. Plattan finns inne på Lugnets vägg.

Lugnet är mödravårdsrådgivningens hus i Sjundeå i Finland. Byggnaden uppfördes efter Finlands krigsår med ekonomiskt stöd av Sjundeås vänkommun i Sverige, Fellingsbro. Lugnet ligger i Kalans by nära Sjundeå kyrkoby.
År 1983 köpte Sjundeå församling Lugnet av Sjundeå kommun. I Lugnet finns numera Sjundeå finska församlings och Sjundeå svenska församlings barnverksamhet. Byggnaden ägs av Sjundeå kyrkliga samfällighet.